# لبان مهمل
لبان مهمل أو بوسويلية مهملة (الاسم العلمي:Boswellia neglecta) هو نوع من النباتات يتبع جنس اللبان من الفصيلة البخورية.